# Andrena daeckei
Andrena daeckei är en biart som beskrevs av Henry Lorenz Viereck 1907. Andrena daeckei ingår i släktet sandbin, och familjen grävbin. Inga underarter finns listade i Catalogue of Life.